# Martin Ticháček
Martin Ticháček (Klatovy, 15 settembre 1981) è un calciatore ceco, portiere del Jiskra Domažlice.

## Palmarès

### Club

#### Competizioni nazionali
- Pohár ČMFS: 1

Viktoria Plzeň: 2009-2010
- Campionato ceco: 1

Viktoria Plzeň: 2010-2011